# Kostel Všech svatých (Stříbro)
Děkanský kostel Všech Svatých je římskokatolický chrám ve Stříbře. Původně gotický kostel byl přestavěn v 18. století v barokním slohu, v původní podobě zůstala zachována pozdně gotická věž, která je ve správě městského muzea a přístupná veřejnosti. Kostel je od roku 1958 chráněn jako kulturní památka.

## Historie a popis
Historie kostela Všech Svatých se datuje do doby krátce po vzniku Stříbra, postaven byl pravděpodobně v první polovině 14. století. Z původní podoby se dochovala část presbytáře, dodnes je zachována pozdně gotická věž z roku 1565. V souvislosti se zavěšením zvonu byla věž upravena v roce 1738. Radikální přestavba kostela proběhla v letech 1754-1757, kdy došlo ke zvýšení lodi, věže a vybudování bočních lodí. V návaznosti na přístavby dostal kostel zdobnou barokní fasádu. O několik let později pokračovaly práce v interiérech, malířskou výzdobu obstarali František Juliux Lux (trojlodí, 1760) a Eliáš Dollhopf (presbytář, 1766). Hlavní oltář je dílem řezbáře Lazara Widemanna, který po jeho smrti dokončil roku 1770 manětínský sochař Václav Herscher, oltářní obraz namaloval Elíáš Dollhopf (1762). Po josefínských reformách se uvažovalo o zrušení kostela (1790-1792), ale nakonec zůstal zachován. Opravy proběhly v roce 1826, později v 19. století byly restaurovány fresky (1888), ve větším rozsahu byl kostel rekonstruován v letech 1904-1906. Poslední významnější úpravy spadají do 90. let 20. století, kdy byla opravena věž, střechy a fasády. Zajímavým detailem jsou kasulová okna.
Kostel Všech Svatých se nachází jihozápadně od náměstí ve svahu na rozhraní Kostelní ulice a Kostelního náměstí. Jedná se o trojlodní barokní stavbu s původní gotickou věží, která patří k dominantám města a uplatňuje se v celkových pohledech na město od jihu a západu. Ke zvýšené hlavní lodi přiléhá boční loď a obdélníkový presbytář, vstup ze západu obohacuje předsíň s balkónem, před jižní lodí je představěno dvouramenné schodiště. Dominantní věž má hladké fasády v nárožích s pískovcovými kvádry.
V kostele se čtyřikrát týdně konají pravidelné bohoslužby, věž je ve správě městského muzea a v turistické sezóně je vyhlídkový ochoz zpřístupněn veřejnosti.

## Galerie

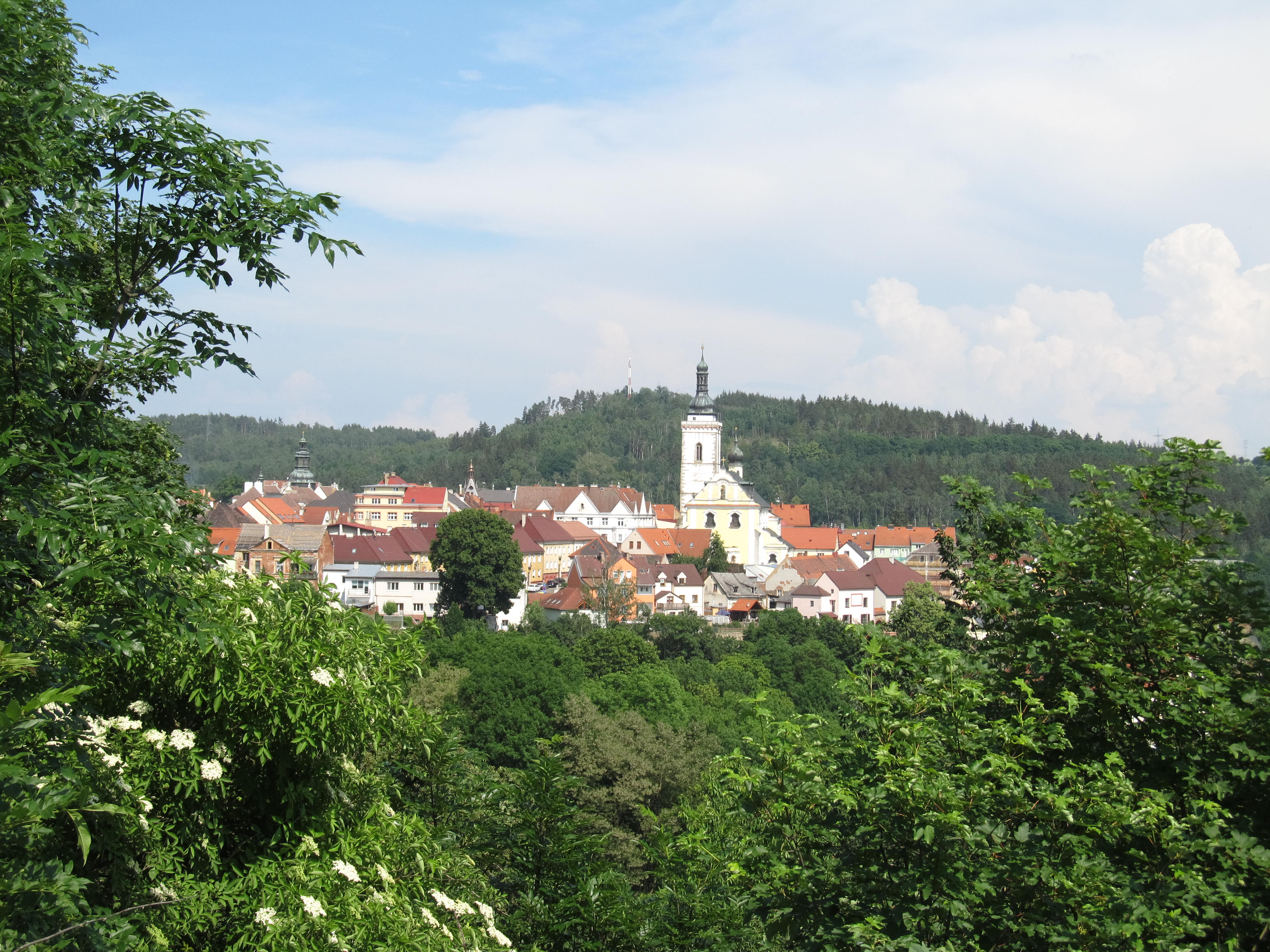
Panorama města s věží kostela Všech Svatých
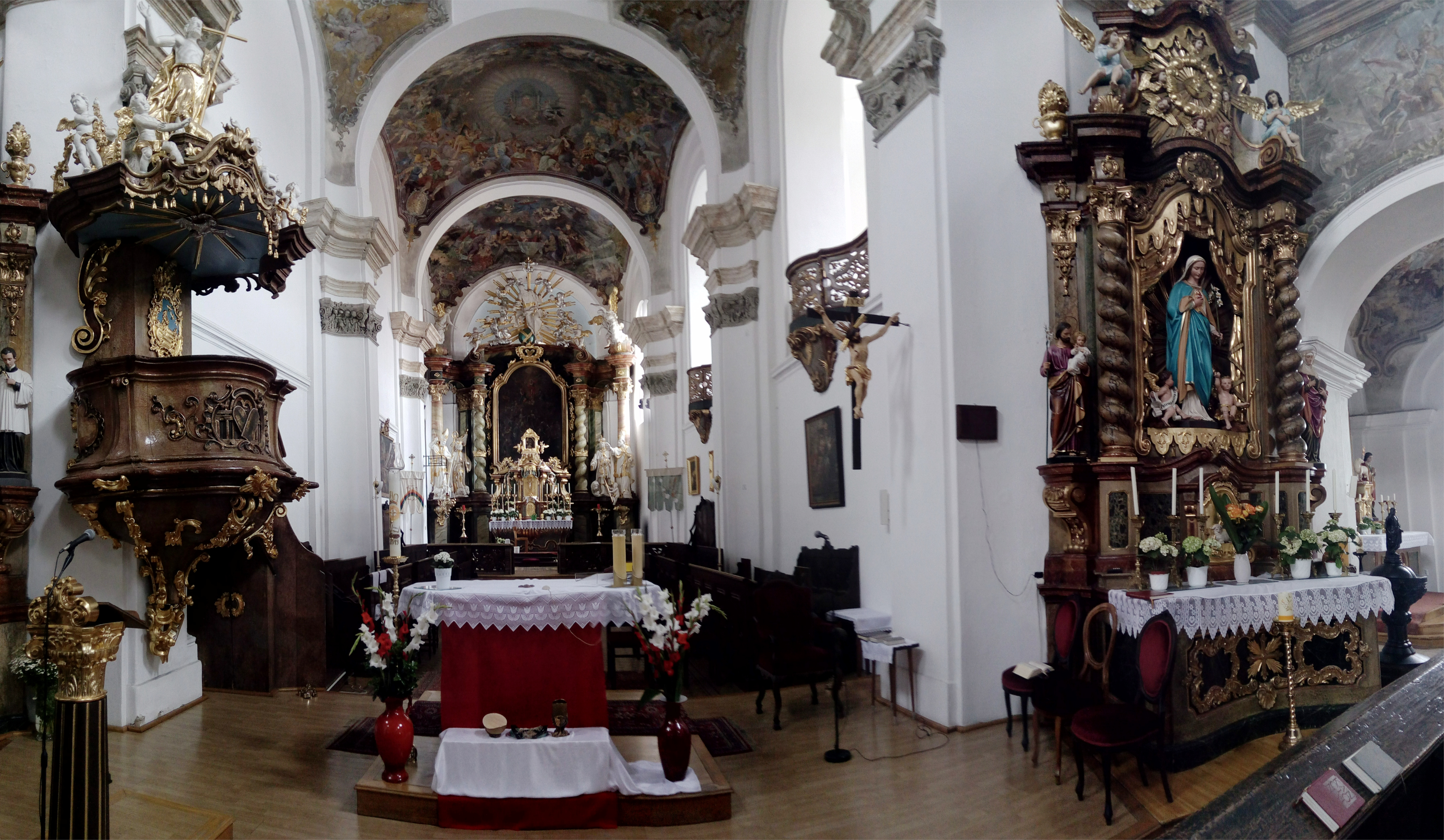
Oltář
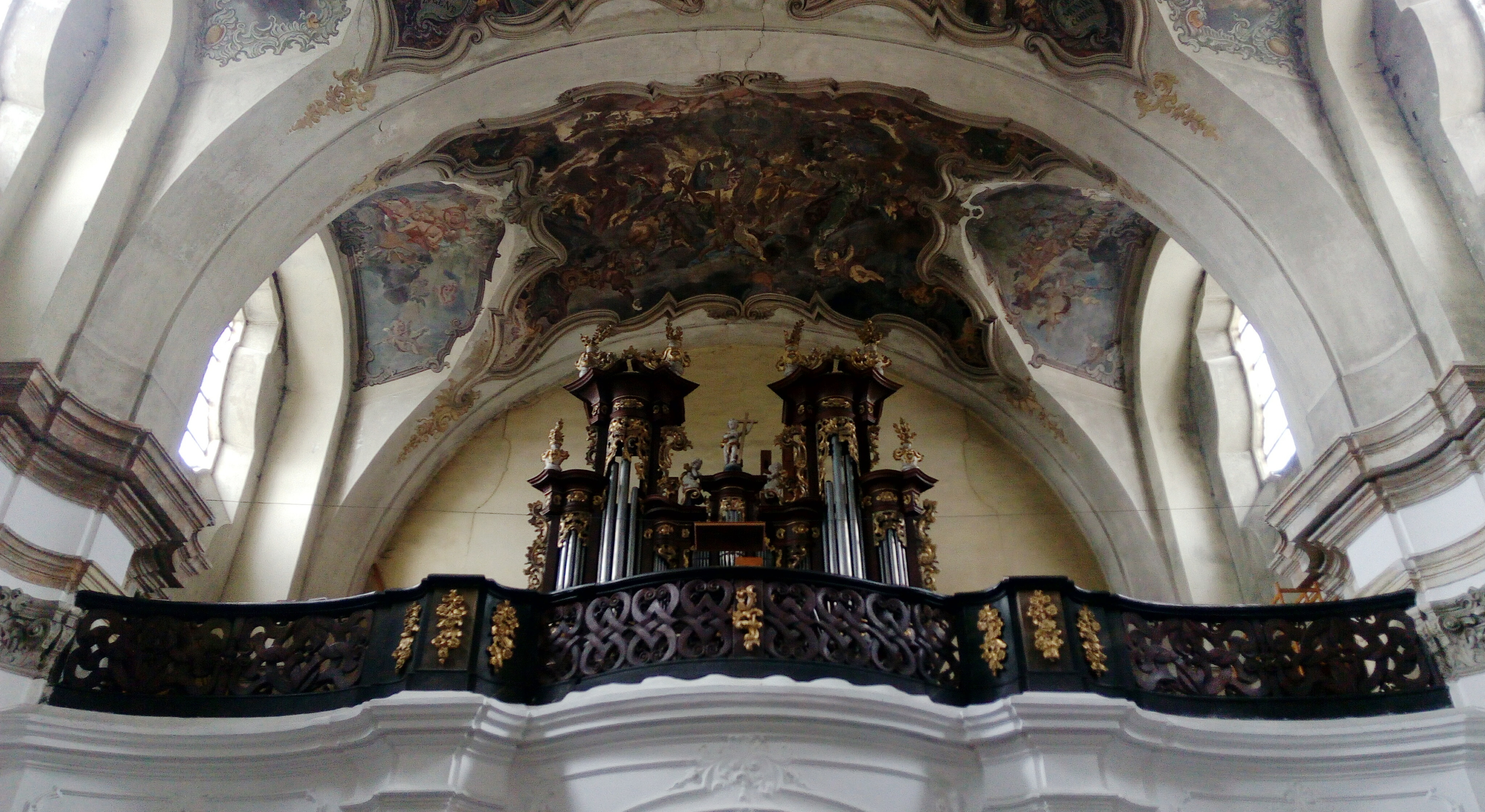
Varhany
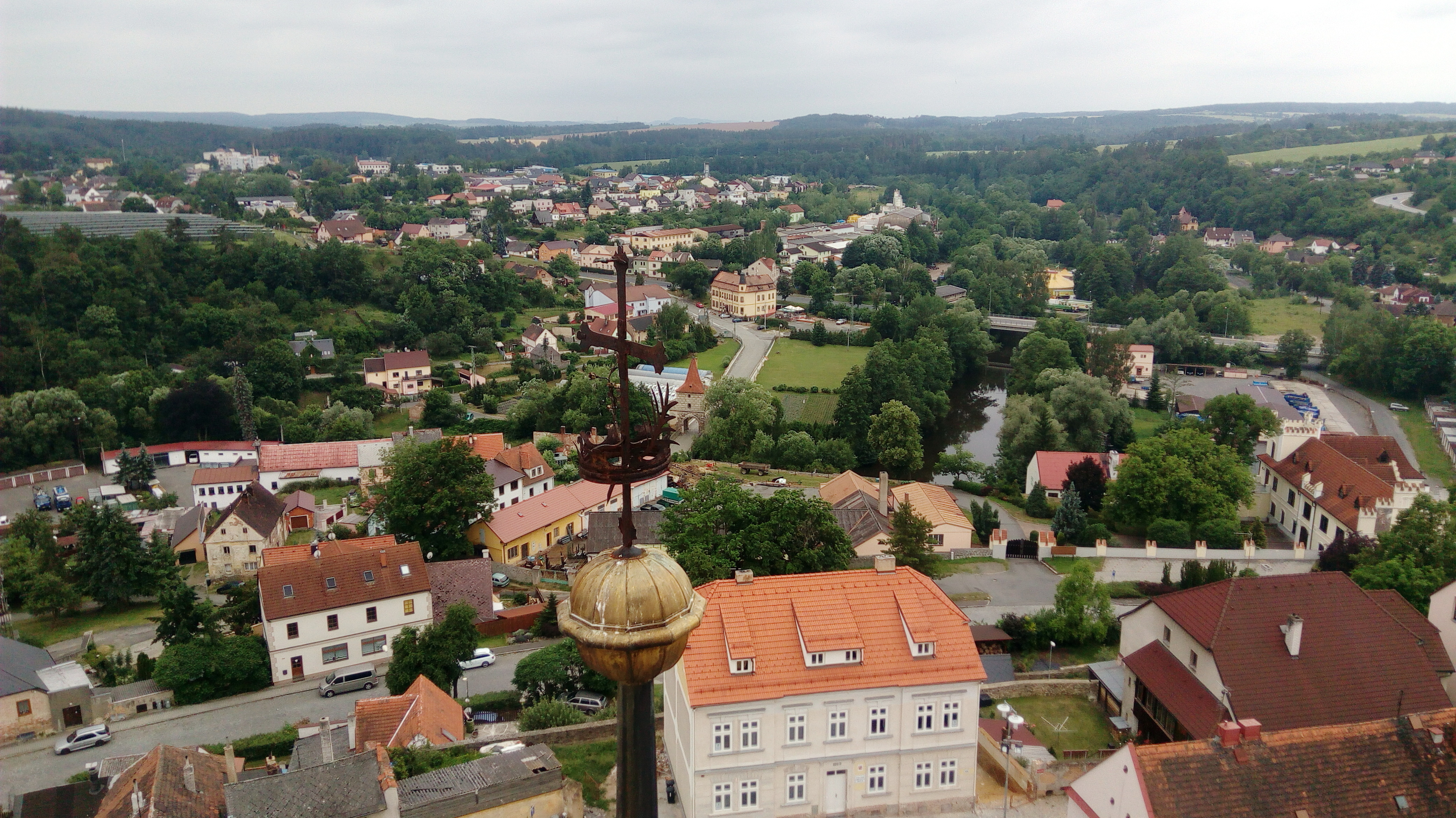
Výhled z věže na jihozápad